# Курхули, Бека
Бека Курхули (ბექა ქურხული) — (6 октября 1974, Тбилиси, Грузинская ССР) — грузинский писатель, публицист, военный репортер. Автор более 12 книг; лауреат ряда литературных наград

## Биография
Бека Курхули родился 6 октября 1974 в Тбилиси. В 1991 году окончил первую экспериментальную школу г. Тбилиси; В 1991-1996 годах учился в Тбилисском театральном институте им. Шота Руставели, на факультете драматического искусства.
Первые рассказы были опубликованы в 1991 году в газете «Мамули» (Родина). Его рассказы печатались в грузинских литературных журналах и газетах: “Альтернатива”(Альтернатива), “Арили“, “Дилис Газети“ (Утренняя газета), “Чвени Мцерлоба“ (Наше письмо), “Цигнеби“ (Книги), газета „24 Саати“ (24 часа), “Парнаси“ (Парнас), “Литературули Палитра“ (Литературная палитра), “Литературули Газети“ (Литературная газета), “Литература – Цхели Шоколади“, “Апра“ (Парус).
В 1999-2004 годах работал военным репортером в горячих точках Грузии и Кавказа.
В 2006 году защитил диссертацию на тему: “Походы и набеги в горах Восточного Кавказа“.
2011-2013 годах сотрудничал с „Media House Dekom“ – с журналами „Цхели Шоколади“, „Либерал“.
В 2013 году был в командировке в Афганистане.
С 10 мая по 12 июня 2022 года находился в командировке по поручению Медиаком «Публика», в Русско-Украинской войне – (города: Львов; Киев; Днепр; Запорожье).
В 2022 году издательство «Интеллект» опубликовало военные дневники Бека Курхули  «Дни Украины».   
Произведения Беки Курхули переведены на английский, итальянский, польский, турецкий, чешский, литовский, украинский, словацкий, аварский, осетинский и русском языках.

## Премии
- 2014 - «Предыдущий день» - Литературная премия «одного рассказа»  им. Реваза Инанишвили. I место
- 2016 – роман «Побег из рая». Литературная премия «Саба» в номинации «лучший роман года» – лауреат
- 2018 – «Скандара и другие рассказы». Литературная премия «Литера» –  в номинации «лучший прозаический сборник года» – лауреат
- 2019 – «Сагурамо». Литературная премия им. Илия Чавчавадзе
- 2021 – «Записки одноглазого Кипчака» - Литературная премия «Литера»
- 2021 – «Записки одноглазого Кипчака» - Литературная премия «Фазиси»

## Творчество

### «Пустая пепельница»
Рассказ «Пустая пепельница» вошел в сборник «Короткая ночь лета». Перевод на русский Анны Григ.

### «Записки одноглазого Кипчака»
Роман «Записки одноглазого Кипчака» поднимает вопросы любови, существования, веры и поиска Бога, жизни и смерти, а также прощения. В рецензии к роману, Ада Немсадзе пишет: «Человек живет одновременно как в материальном, предметном мире, так и в мире чувств и переживаний, а главное – живущее в обществе, что проявляет дополнительные черты его взаимоотношений с миром. Как показывает сравнение двух параллельных историй текста, для решения онтологической проблемы важно, чтобы индивид мог построить мост с миром, принять его и правильно определить собственное место, что обусловлено сочетанием всех вышеупомянутых компонентов - бытие с вещами, людьми, духовное и социальное бытие; В результате мы получаем ощущение счастья, гармонии и полноты, что является показателем разрешения онтологического кризиса. Как показал анализ романа Бека Курхули, все это человек тринадцатого столетия может делать гораздо лучше».